# پارک ملی آگولاس
پارک ملی آگولاس (به لاتین: Agulhas National Park) یک پارک ملی در آفریقای جنوبی است که در کیپ غربی واقع شده‌است.